# Czyrwonaje Pole
Czyrwonaje Pole (biał. Чырвонае Поле, ros. Чирвоное Поле, Czirwonoje Pole) – wieś na Białorusi, w obwodzie homelskim, w rejonie brahińskim, w sielsowiecie Burki. W 1921 roku w miejscu obecnej wsi nie było żadnych zabudowań. 1 grudnia 2009 roku została ona przeniesiona z likwidowanego sielsowietu Mikulicze w skład sielsowietu Burki.